# GQM
Goal Question Metric - GQM é uma abordagem de métrica de software em engenharia de software, desenvolvida por Victor Basili, da Universidade de Maryland e pelo Laboratório de Engenharia de Software do Goddard Space Flight Center da NASA após orientar uma tese de doutorado do Dr. David M. Weiss.

## Abordagem
A literatura normalmente descreve o GQM em um processo de seis passos, na qual os primeiros três passos tratam de usar as metas de negócio para conduzir a identificação das métricas corretas para a criação e manutenção de um sistema de software. Os últimos três passos falam sobre colher os dados de medição, e com eles, usar efetivamente os resultados para guiar a tomada de decisão e futuros aperfeiçoamentos. Basili descreve seis passos do processo do GQM do seguinte modo:
1. Descrever um conjunto de metas de negócio e suas medições com o objetivo de conseguir produtividade e qualidade
2. Gerar perguntas que definam essas metas o tanto quanto possível de um modo quantitativo
3. Especificar as medidas que necessitam ser coletadas para responder essas perguntas e acompanhar o processo e a conformidade do produto em relação às metas
4. Desenvolver mecanismos de coleta de dados
5. Coletar, validar e analisar os dados em tempo real para providenciar feedback para os projetos, com o objetivo de tomar ações corretivas nos mesmos
6. Analisar os dados em um formato de post mortem para avaliar a conformidade com as metas e criar recomendações para futuras melhorias

## Níveis
A abordagem GQM estabelece um modelo de medição baseado em três níveis: o nível conceitual, o nível operacional, e o nível quantitativo.
Nível Conceitual (Goal):
Uma meta é definida por um objeto, por inúmeras razões, em relação a vários modelos de qualidade, de vários pontos de vista e relativos a um contexto específico. Os objetos de medição podem ser dos produtos do ciclo de vida de um sistema de software, os processos associados ao sistema de software como especificações, designs, testes e entrevistas com clientes, e recursos de hardware e software necessários para o funcionamento do sistema de software, além da equipe física.
Nível Operacional (Question):
Um conjunto de questões é utilizado para caracterizar modelos do objeto a ser estudado, e depois foca nesse objeto para caracterizar a avaliação ou a realização de uma meta específica.
Nível Quantitativo (Metric):
Um conjunto de métricas, baseada nos modelos é associada a cada questão, para assim respondê-la de um modo quantitativo. Essas métricas podem ser objetivas ou subjetivas.

### Grupos acadêmicos de Avaliação de tecnologia
- Grupo de Estudo sobre Avaliação de Tecnologia - GrEAT de Portugal
- Programa Doutoral em Avaliação de Tecnologia da Faculdade de Ciências e Tecnologia em Universidade Nova de Lisboa
- IET - Inovação Empresarial e do Trabalho da Faculdade de Ciências e Tecnologia em Universidade Nova de Lisboa
- UECE - Research Unit on Complexity and Economics do Instituto Superior de Economia e Gestão na Universidade Técnica de Lisboa
- European Technology Assessment Group
- Institute for Technology Assessment and Systems Analysis (ITAS) em Karlsruhe Institute for Technology (KIT), Alemanha
- Fraunhofer Institute for Systems and Innovation Research, Alemanha
- Institute of Sociology at the University of Duisburg-Essen, Alemanha
- Institut für Gesellschafts und Politikanalyse of the Goethe University in Frankfurt, Alemanha[ligação inativa]
- Institute for Innovation and Governance Studies of the University of Twente, Holanda
- Rathenau Institute, Holanda
- Science and Technology Policy Research - SPRU, Inglaterra
- Danish Board of Technology, Dinamarca
- Institute Society and Technology (IST), Bélgica
- Institute of Technology Assessment at the Austrian Academy of Sciences, Áustria
- Technology Centre AV CR at the Czech Academy of Sciences, República Checa
- Catalan Foundation for Research and Innovation (FCRI), Catalunha

### Instituições Parlamentares de Avaliação de tecnologia

#### Supra Nacionais
- Assessment of Scientific and Technological Policy Options for the European Parliament - STOA
- European Parliamentary Technology Assessment - EPTA

#### Nacionais
- Office of Technology Assessment at the German Bundestag - TAB, Alemanha
- Parliamentary Office of Science and Technology - POST, Inglaterra
- (former) Office of Technology Assessment - OTA, Estados Unidos da América
- Centre for Technology Assessment - TA-SWISS, Suíça
- The Norwegian Board of Technology, Noruegua
- Committee for the Future, Finlândia
- Office Parlementaire d´Evaluation des Choix Scientifiques et Technologiques - OPECST, França
- Greek Permanent Committee of Technology Assessment - GPTCA, Grécia
- Comitato per la Valutazione delle Scelte Scientifiche e Tecnologiche - VAST, Itália
- Riksdagen, Suécia
- Bureau of Research - BAS, Polónia
- Public Policy and Management Institute, Lituânia
- The Committee on Culture, Science and Education of the Parliamentary Assembly of the Council of Europe

#### Regionais
- «Consell Assessor del Parlament sobre Ciència i Tecnologia, Catalunha» (em espanhol)
- «Institute Society and Technology - IST, Flandres» (em inglês)